# Dilan Nicoletti
Dilan Axel Nicoletti Moscato (ur. 18 stycznia 1994 w Cuernavace) – meksykański piłkarz pochodzenia argentyńskiego występujący na pozycji bramkarza, od 2023 roku zawodnik argentyńskiego Evertonu Olimpia.
Urodził się w Meksyku, gdzie występował wówczas jego ojciec, argentyński piłkarz Eduardo Nicoletti.